# Pivovar Úterý
Pivovar Úterý stával v městečku Úterý (dříve Neumarkt) na břehu Úterského potoka.

## Historie
Kdy byl pivovar založen, není známo. Právo várečné získalo městečko v roce 1570, ovšem podle neověřených zpráv se v různých domech pivo vařilo už na počátku 16. století. Je zajímavé, že už roku 1554 městská rada zakoupila novou pivovarskou pánev. Roku 1604 udělil Andreas Ebersbach, opat kláštera v Teplé, úterským právo dodávat pivo do okolních obcí. Ovšem už v polovině 17. století se vrchnost a měšťané dostali do sporu a po selském povstání v roce 1680 bylo Úterý právo várečné dočasně odebráno. Roku 1654 je v berní rule uvedeno 5 sládků a v roce 1836, kdy končil spor, v Sommerově topografii 4 pivovárci, 1 pivovarník a 4 sudaři. Na přelomu 19. a 20. století činil výstav pivovar okolo 1000 hl (nejvyšší činil 1305 hl). V roce 1902 došlo k přestavbě na parostrojní pivovar, ale už roku 1912 byla výroba ukončena. Po první světové válce už nedošlo k obnově výroby a roku 1919 byly budovy rozebrány a použity na výstavbu statku v Olešovici.